# Elger (månekrater)
Elger er et nedslagskrater på Månen. Det befinder sig i den sydvestlige del af Månens forside og er opkaldt efter den britiske astronom T. Gwyn Elger (1836 – 1897).
Navnet blev officielt tildelt af den Internationale Astronomiske Union (IAU) i 1935. 

## Omgivelser
Elgerkrateret ligger langs den sydlige rand af Palus Epidemiarum, "epidemiernes sump". Mod nordøst ligger det oversvømmede Capuanuskrater, og længere mod nordvest ligger Ramsdenkrateret. 

## Karakteristika
Randen af dette krater er ujævn og noget eroderet. Den har et brud og en udadgående bule langs den nordlige side, og en højderyg trænger ind den sydlige rand. Kraterbunden er blevet dækket af lava, men albedoen af den er ikke helt så lav som for mareoverfladen mod nord.

## Satellitkratere
De kratere, som kaldes satellitter, er små kratere beliggende i eller nær hovedkrateret. Deres dannelse er sædvanligvis sket uafhængigt af dette, men de får samme navn som hovedkrateret med tilføjelse af et stort bogstav. På kort over Månen er det en konvention at identificere dem ved at placere dette bogstav på den side af satellitkraterets midte, som ligger nærmest hovedkrateret. Elgerkrateret har følgende satellitkratere:
| Elger | Længde  | Bredde  | Diameter |
| ----- | ------- | ------- | -------- |
| A     | 37,3° S | 31,2° V | 8 km     |
| B     | 37,1° S | 32,0° V | 8 km     |

## Måneatlas
- Billeder af Elgerkrateret i LPI-måneatlasset